# Hassler Whitney

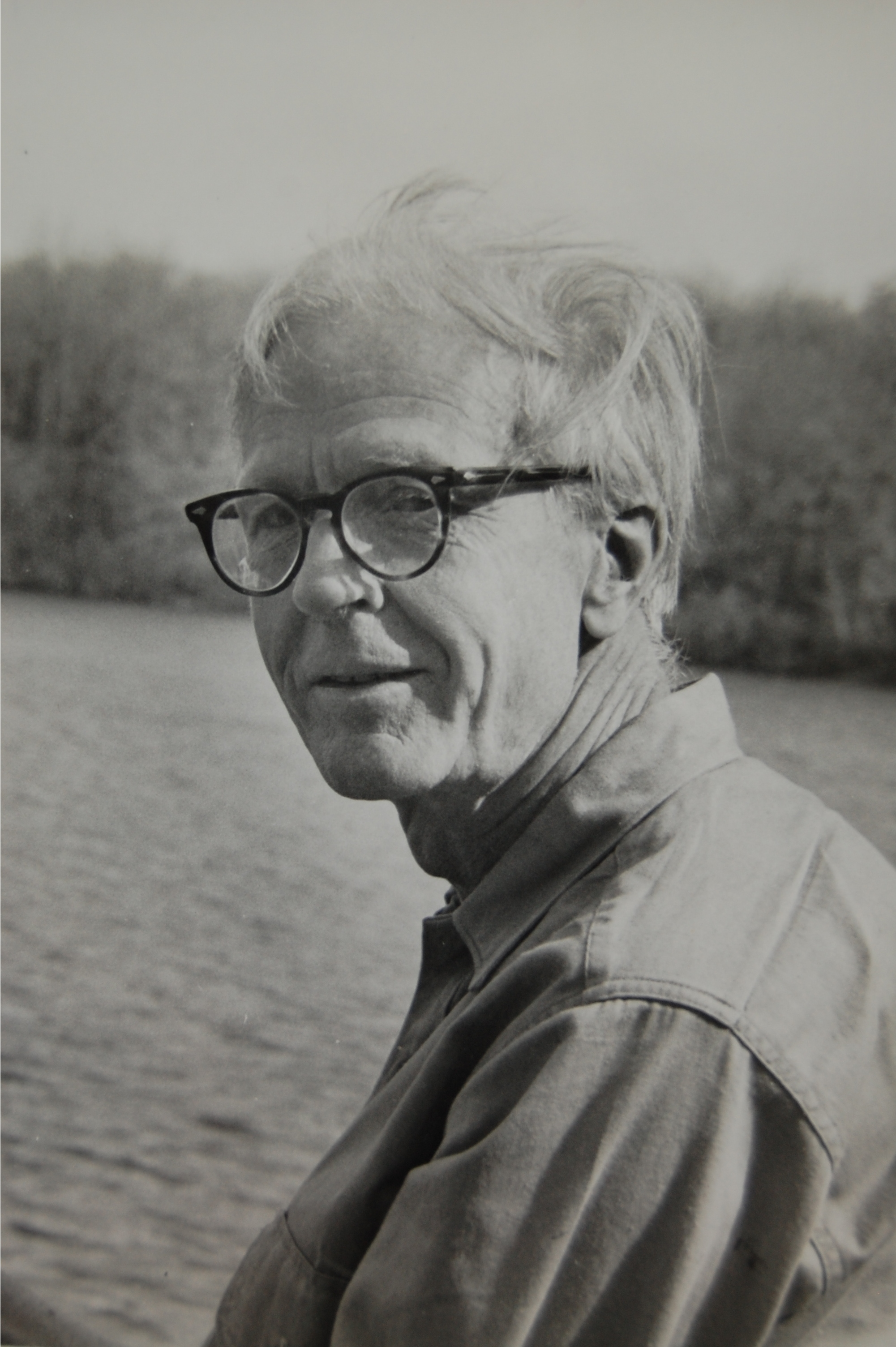
Hassler Whitney (1973)

Hassler Whitney (* 23. März 1907 in New York City, USA; † 10. Mai 1989 in Princeton) war ein US-amerikanischer Mathematiker, der sich hauptsächlich mit Topologie und Singularitätentheorie sowie in jungen Jahren mit Graphentheorie beschäftigte.

## Leben und Werk
Whitneys Vater war Richter, einer seiner Großväter der Astronom Simon Newcomb, ein anderer ein berühmter Sanskrit-Gelehrter. Whitney studierte in Yale (bis zum B.A. 1928) und Harvard, wo er 1932 unter Birkhoff mit der Arbeit The Coloring of Graphs promovierte. Nach einer kurzen Zeit beim National Research Council wurde er zunächst 1935 Assistenzprofessor und schließlich 1946 ordentlicher Professor in Harvard. Sieben Jahre später wechselte er zum Institute of Advanced Study in Princeton. Dort blieb er bis zu seiner Emeritierung 1977.
Während des Zweiten Weltkrieges arbeitete er an Zielgeräten für die Flugabwehr und für Bomben.
Privat war Whitney begeisterter Bergsteiger. Er war dreimal verheiratet und hatte insgesamt fünf Kinder.
Whitneys wichtigsten Arbeiten waren auf dem Gebiet der Differentialtopologie, also in  der damals noch jungen Theorie der Mannigfaltigkeiten. Sein wohl bekanntestes Resultat ist der Einbettungssatz von Whitney. Seine Arbeiten über kritische Punkte bildeten die Basis für die von René Thom begründete Katastrophentheorie. Darüber hinaus beschäftigte sich Whitney mit Vektorbündeln und lieferte mit seinen Stiefel-Whitney-Klassen einen wichtigen Beitrag zur Theorie der charakteristischen Klassen.
Neben der Topologie beschäftigte sich Whitney auch mit der Graphentheorie, der Kombinatorik, wo er den Begriff des Matroids prägte, den algebraischen Varietäten und der Integrationstheorie. Über letzteres Thema schrieb er auch sein Buch Geometric Integration Theory, wo er unter anderem eine theoretische Basis für Anwendung des Satzes von Stokes auf Mannigfaltigkeiten mit Singularitäten auf ihrem Rand liefert. Er leistete auch Beiträge zum Vier-Farben-Problem (zuerst in seiner Dissertation).
Für sein Werk erhielt Hassler Whitney zahlreiche Preise. Die bedeutendsten darunter sind die National Medal of Science (1976), der Wolf-Preis (1983) und der Leroy P. Steele Prize der American Mathematical Society (1985). 1950 hielt er einen Plenarvortrag auf dem Internationalen Mathematikerkongress in Cambridge (Massachusetts) (r-dimensional integration in n-space). 1945 wurde Whitney in die National Academy of Sciences, 1947 in die American Philosophical Society und 1981 in die Académie des sciences gewählt. 1980 wurde er Ehrenmitglied der London Mathematical Society.

## Schriften (Auswahl)
- Congruent Graphs and the Connectivity of Graphs. Amer. J. Math. 54 (1932), Nr. 1, S. 150–168.
- Analytic extensions of differentiable functions defined in closed sets. Trans. Amer. Math. Soc. 36 (1934), Nr. 1, S. 63–89.
- On the Abstract Properties of Linear Dependence. Amer. J. Math. 57 (1935), Nr. 3, S. 509–533.
- Differentiable manifolds. Ann. of Math. (2) 37 (1936), Nr. 3, S. 645–680.
- The self-intersections of a smooth n-manifold in 2n-space. Ann. of Math. (2) 45, 1944, S. 220–246.
- The singularities of a smooth n-manifold in (2n−1)-space. Ann. of Math. (2) 45, 1944, S. 247–293.
- On singularities of mappings of euclidean spaces. I. Mappings of the plane into the plane. Ann. of Math. (2) 62, 1955, S. 374–410.
- Elementary structure of real algebraic varieties. Ann. of Math. (2) 66, 1957, S. 545–556.
- Tangents to an analytic variety. Ann. of Math. (2) 81, 1965, S. 496–549.
- On the topology of differentiable manifolds, University of Michigan Press 1941
- Geometric integration theory. Princeton University Press, Princeton, N. J., 1957.
- Complex analytic varieties. Addison-Wesley Publishing Co., Reading, Mass.-London-Don Mills, Ont., 1972.